# Muzej knezova Czartoryskih
Muzej knezova Czartoryskih (polj. Muzeum Książąt Czartoryskich), muzej u poljskom gradu Krakovu.

## Povijest
Osnovala ga je 1796. godine kraljevna Izabela Czartoryska da bi se sačuvala poljska baština. 